# I'll Stick Around
«I'll Stick Around» es el segundo sencillo del grupo Foo Fighters, extraído de su álbum debut homónimo y lanzado a mediados de 1995. Existe la creencia de que la canción trata sobre Courtney Love (viuda del cantante y líder de Nirvana, Kurt Cobain) en respuesta a su supuesto mal manejo de la legacía de Cobain y Nirvana. Una indicación de esto es la repetición exhaustiva de la frase "I don't owe you anything" (Yo no te debo nada) en el coro de la canción.
El vídeo para esta canción fue el primero del grupo y fue dirigido por Jerry Casale, quien dirigía vídeos de Devo. Dave Grohl quería filmar un vídeo lo más cercano a uno de Devo pero sin copiarlos.
Se muestra a la banda tocando la canción en una habitación con un fondo de papel, mientras que las luces estroboscópicas y una espora gigante flotan a su alrededor. Esto se entremezcla con imágenes de Grohl comiendo piezas de ajedrez y cepillándose los dientes con lo que parece ser un cuchillo de mantequilla (aunque no hay sangre). Este clip aparece también en un episodio de Beavis and Butt-Head.
Weird Al Yankovic incluyó un extracto de esta canción como parte de su "Alternative Polka" en la que hacía versiones de varias otras canciones de éxito en el momento. Se encuentra entre "My Friends" de los Red Hot Chili Peppers y "Black Hole Sun" de Soundgarden.

## Ediciones
| CD promocional de Reino Unido y Estados Unidos |                     |          |  |
| N.º                                            | Título              | Duración |  |
| 1.                                             | «I'll Stick Around» | 3:52     |  |

| Sencillo de vinil de 7 pulgadas |                     |          |  |
| N.º                             | Título              | Duración |  |
| 1.                              | «I'll Stick Around» |          |  |
| 2.                              | «How I Miss You»    |          |  |

| Sencillo en CD de Reino Unido/Sencillo de vinil de 12 pulgadas |                                |          |  |
| N.º                                                            | Título                         | Duración |  |
| 1.                                                             | «I'll Stick Around»            |          |  |
| 2.                                                             | «How I Miss You»               |          |  |
| 3.                                                             | «Ozone» (Cover de Ace Frehley) |          |  |

| Sencillo en CD de Japón |                                |          |  |
| N.º                     | Título                         | Duración |  |
| 1.                      | «I'll Stick Around»            |          |  |
| 2.                      | «How I Miss You»               |          |  |
| 3.                      | «Ozone» (Cover de Ace Frehley) |          |  |
| 4.                      | «For All The Cows» (En vivo)   |          |  |
| 5.                      | «Wattershed» (En vivo)         |          |  |

## Personal
- Dave Grohl - guitarra, voz, bajo, batería

### Personal en el vídeo
- Dave Grohl - guitarra, voz
- Nate Mendel - bajo
- Pat Smear - guitarra
- William Goldsmith - batería

## Posiciones en las listas
| Año  | Canción           | Listas                    | Posición |
| ---- | ----------------- | ------------------------- | -------- |
| 1995 | I'll Stick Around | Official UK Singles Chart | N.º 18   |
| 1995 | I'll Stick Around | Modern Rock Tracks (EUA)  | N.º 8    |
| 1995 | I'll Stick Around | Mainstream Rock Tracks    | N.º 12   |

- Datos: Q2628725